# Record dei campionati europei giovanili di nuoto
La seguente è una lista dei tempi più veloci mai nuotati nelle varie edizioni dei Campionati europei giovanili di nuoto. Le competizioni si svolgono sempre in vasca lunga (50 m). Dal 1º gennaio 2016 possono partecipare alle gare le ragazze fra i 14 e i 17 anni d'età e i ragazzi fra i 15 e i 18.
I XXXXII Campionati europei giovanili di nuoto (edizione 2015) si sono disputati all'interno dei Giochi europei di Baku.
(Dati aggiornati all'edizione di Vilnius 2024)

## Vasca lunga (50m)

### Ragazzi
| Gara                     | Tempo    | +                                     | Atleta | Nazionalità                 | Data           | Edizione | Luogo                  | Ref   |
| ------------------------ | -------- | ------------------------------------- | --- | --------------------------- | -------------- | -------- | ---------------------- | ----- |
| Stile libero             |          |                                       | |                             |                |          |                        |       |
| 50 m                     | 21"83    | sf                                    | Artem Selim                                                                                                   | Germania                    | 7 luglio 2019  | XLVI     | Kazan', Russia         |       |
| 100 m                    | 47"30    |                                       | David Popovici                                                                                                | Romania                     | 8 luglio 2021  | XLVII    | Roma, Italia           |       |
| 200 m                    | 1'45"26  |                                       | David Popovici                                                                                                | Romania                     | 9 luglio 2021  | XLVII    | Roma, Italia           |       |
| 400 m                    | 3'44"31  | Miglior prestazione mondiale under 18 | Petar Mitsin                                                                                                  | Bulgaria                    | 9 luglio 2023  | XLIX     | Belgrado, Serbia       |       |
| 800 m                    | 7'47"45  |                                       | Petar Mitsin                                                                                                  | Bulgaria                    | 8 luglio 2023  | XLIX     | Belgrado, Serbia       |       |
| 1500 m                   | 14'41"89 |                                       | Kuzey Tunçelli                                                                                                | Turchia                     | 4 luglio 2024  | L        | Vilnius, Lituania      |       |
| Dorso                    |          |                                       | |                             |                |          |                        |       |
| 50 m                     | 24"52    |                                       | Kliment Kolesnikov                                                                                            | Russia                      | 4 luglio 2018  | XLV      | Helsinki, Finlandia    |       |
| 100 m                    | 52"91    |                                       | Ksawery Masiuk                                                                                                | Polonia                     | 10 luglio 2022 | XLVIII   | Otopeni, Romania       |       |
| 200 m                    | 1'55"79  |                                       | Oleksandr Zheltyakov                                                                                          | Ucraina                     | 7 luglio 2023  | XLIX     | Belgrado, Serbia       |       |
| Rana                     |          |                                       | |                             |                |          |                        |       |
| 50 m                     | 27"23    | b                                     | Nicolò Martinenghi                                                                                            | Italia                      | 30 giugno 2017 | XLIV     | Netanya, Israele       | [ 4 ] |
| 100 m                    | 59"23    |                                       | Nicolò Martinenghi                                                                                            | Italia                      | 2 luglio 2017  | XLIV     | Netanya, Israele       | [ 5 ] |
| 200 m                    | 2'08"32  | Miglior prestazione europea under 18  | Filip Nowacki                                                                                                 | Regno Unito                 | 4 luglio 2025  | LI       | Šamorín, Slovacchia    |       |
| Farfalla                 |          |                                       | |                             |                |          |                        |       |
| 50 m                     | 23"48    |                                       | Noè Ponti | Svizzera                    | 3 luglio 2019  | XLVI     | Kazan', Russia         |       |
| 100 m                    | 51"35    |                                       | Egor Kuimov                                                                                                   | Russia                      | 2 luglio 2017  | XLIV     | Netanya, Israele       | [ 6 ] |
| 200 m                    | 1'53"79  | Miglior prestazione mondiale under 18 | Kristóf Milák                                                                                                 | Ungheria                    | 30 giugno 2017 | XLIV     | Netanya, Israele       | [ 7 ] |
| Misti                    |          |                                       | |                             |                |          |                        |       |
| 200 m                    | 1'59"04  |                                       | Mikhail Shcherbakov                                                                                           | Atleti Individuali Neutrali | 3 luglio 2025  | LI       | Šamorín, Slovacchia    |       |
| 400 m                    | 4'14"34  |                                       | Robert Andrei Badea                                                                                           | Romania                     | 5 luglio 2024  | L        | Vilnius, Lituania      |       |
| Staffette a stile libero |          |                                       | |                             |                |          |                        |       |
| 4x100 m                  | 3'16"58  |                                       | Francesco Donin (48"97) Luca Leonardi (48"19) Fabio Gimondi (49"61) Stefano Mauro Pizzamiglio (49"81)         | Italia                      | 12 luglio 2009 | XXXVI    | Praga, Repubblica Ceca |       |
| 4x200 m                  | 7'12"15  |                                       | Alessandro Ragaini (1'47"26) Filippo Bertoni (1'49"36) Gabriele Valente (1'49"05) Carlos D'Ambrosio (1'46"48) | Italia                      | 6 luglio 2024  | L        | Vilnius, Lituania      | [ 8 ] |
| Staffetta mista          |          |                                       | |                             |                |          |                        |       |
| 4x100 m                  | 3'35"24  | Miglior prestazione mondiale under 18 | Thomas Ceccon (54"72) Nicolò Martinenghi (58"93) Federico Burdisso (52"69) Davide Nardini (48"90)             | Italia                      | 2 luglio 2017  | XLIV     | Netanya, Israele       | [ 9 ] |

Legenda:  - Record del mondo;  - Record europeo;  - Record mondiale juniores

Record non ottenuti in finale: (b) - batteria; (sf) - semifinale; (s) - staffetta prima frazione.

### Ragazze
| Gara                     | Tempo    | +                                    | Atleta | Nazionalità          | Data           | Edizione | Luogo               | Ref    |
| ------------------------ | -------- | ------------------------------------ | --- | -------------------- | -------------- | -------- | ------------------- | ------ |
| Stile libero             |          |                                      | |                      |                |          |                     |        |
| 50 m                     | 24"67    |                                      | Sara Curtis                                                                                                   | Italia               | 3 luglio 2024  | L        | Vilnius, Lituania   | [ 10 ] |
| 100 m                    | 53"97    |                                      | Marrit Steenbergen                                                                                            | Paesi Bassi          | 24 giugno 2015 | XLII     | Baku, Azerbaigian   | [ 12 ] |
| 200 m                    | 1'57"51  |                                      | Isabel Marie Gose                                                                                             | Germania             | 6 luglio 2019  | XLVI     | Kazan', Russia      |        |
| 400 m                    | 4'05"86  |                                      | Ajna Késely                                                                                                   | Ungheria             | 5 luglio 2018  | XLV      | Helsinki, Finlandia |        |
| 800 m                    | 8'21"91  |                                      | Merve Tuncel                                                                                                  | Turchia              | 7 luglio 2021  | XLVII    | Roma, Italia        |        |
| 1500 m                   | 15'55"23 |                                      | Merve Tuncel                                                                                                  | Turchia              | 10 luglio 2021 | XLVII    | Roma, Italia        |        |
| Dorso                    |          |                                      | |                      |                |          |                     |        |
| 50 m                     | 27"74    |                                      | Mary-Ambre Moluh                                                                                              | Francia              | 6 luglio 2022  | XLVIII   | Otopeni, Romania    |        |
| 100 m                    | 59"62    |                                      | Polina Egorova                                                                                                | Russia               | 2 luglio 2017  | XLIV     | Netanya, Israele    | [ 13 ] |
| 200 m                    | 2'08"97  |                                      | Polina Egorova                                                                                                | Russia               | 29 giugno 2017 | XLIV     | Netanya, Israele    | [ 14 ] |
| Rana                     |          |                                      | |                      |                |          |                     |        |
| 50 m                     | 29"75    |                                      | Benedetta Pilato                                                                                              | Italia               | 6 luglio 2021  | XLVII    | Roma, Italia        |        |
| 100 m                    | 1'05"48  |                                      | Rūta Meilutytė                                                                                                | Lituania             | 14 luglio 2013 | XL       | Poznań, Polonia     |        |
| 200 m                    | 2'21"07  |                                      | Evgeniia Chikunova                                                                                            | Russia               | 4 luglio 2019  | XLVI     | Kazan', Russia      |        |
| Farfalla                 |          |                                      | |                      |                |          |                     |        |
| 50 m                     | 26"10    |                                      | Lana Pudar | Bosnia ed Erzegovina | 9 luglio 2023  | XLIX     | Belgrado, Serbia    |        |
| 100 m                    | 56"95    |                                      | Lana Pudar | Bosnia ed Erzegovina | 6 luglio 2023  | XLIX     | Belgrado, Serbia    |        |
| 200 m                    | 2'06"26  | Miglior prestazione europea under 18 | Lana Pudar | Bosnia ed Erzegovina | 8 luglio 2023  | XLIX     | Belgrado, Serbia    |        |
| Misti                    |          |                                      | |                      |                |          |                     |        |
| 200 m                    | 2'12"41  |                                      | Leah Schlosshan                                                                                               | Regno Unito          | 9 luglio 2023  | XLIX     | Belgrado, Serbia    |        |
| 400 m                    | 4'37"02  |                                      | Amalie Smith                                                                                                  | Regno Unito          | 1 luglio 2025  | LI       | Šamorín, Slovacchia |        |
| Staffette a stile libero |          |                                      | |                      |                |          |                     |        |
| 4x100 m                  | 3'40"10  |                                      | Daria Tatarinova (55"29) Daria Trofimova (54"61) Aleksandra Kurilkina (55"67) Daria Klepikova (54"53)         | Russia               | 10 luglio 2021 | XLVII    | Roma, Italia        |        |
| 4x200 m                  | 7'56"06  | Miglior prestazione europea under 18 | Lucrezia Domina (1'59"69) Bianca Nannucci (1'59"65) Chiara Sama (1'59"19) Alessandra Mao (1'57"53)            | Italia               | 3 luglio 2025  | LI       | Šamorín, Slovacchia |        |
| Staffetta mista          |          |                                      | |                      |                |          |                     |        |
| 4x100 m                  | 4'01"83  |                                      | Dar'ja Vas'kina (1'00"50) Anastasia Makarova (1'07"86) Aleksandra Sabitova (58"27) Ekaterina Nikonova (55"03) | Russia               | 5 luglio 2019  | XLVI     | Kazan', Russia      |        |

Legenda:  - Record del mondo;  - Record europeo;  - Record mondiale juniores

Record non ottenuti in finale: (b) - batteria; (sf) - semifinale; (s) - staffetta prima frazione.

### Mista
| Gara                     | Tempo   | + | Atleta | Nazionalità | Data          | Edizione | Luogo               | Ref |
| ------------------------ | ------- | - | --- | ----------- | ------------- | -------- | ------------------- | --- |
| Staffetta a stile libero |         |   | |             |               |          |                     |     |
| 4×100 m                  | 3'27"69 |   | Luca Hoek le Guenedal (48"14) Dario Berdiel Latorre (49"98) Irene Ciercoles Galve (55"40) Maria Daza Garcia (54"17) | Spagna      | 2 luglio 2024 | LI       | Šamorín, Slovacchia |     |
| Staffetta mista          |         |   | |             |               |          |                     |     |
| 4x100 m                  | 3'47"99 |   | Dar'ja Vas'kina (1'00"15) Vladislav Gerasimenko (1'00"90) Andrei Minakov (52"00) Elizaveta Klevanovich (54"94)      | Russia      | 7 luglio 2018 | XLV      | Helsinki, Finlandia |     |

Legenda:  - Record del mondo;  - Record europeo;  - Record mondiale juniores

Record non ottenuti in finale: (b) - batteria; (sf) - semifinale; (s) - staffetta prima frazione.